# Krimpscheur

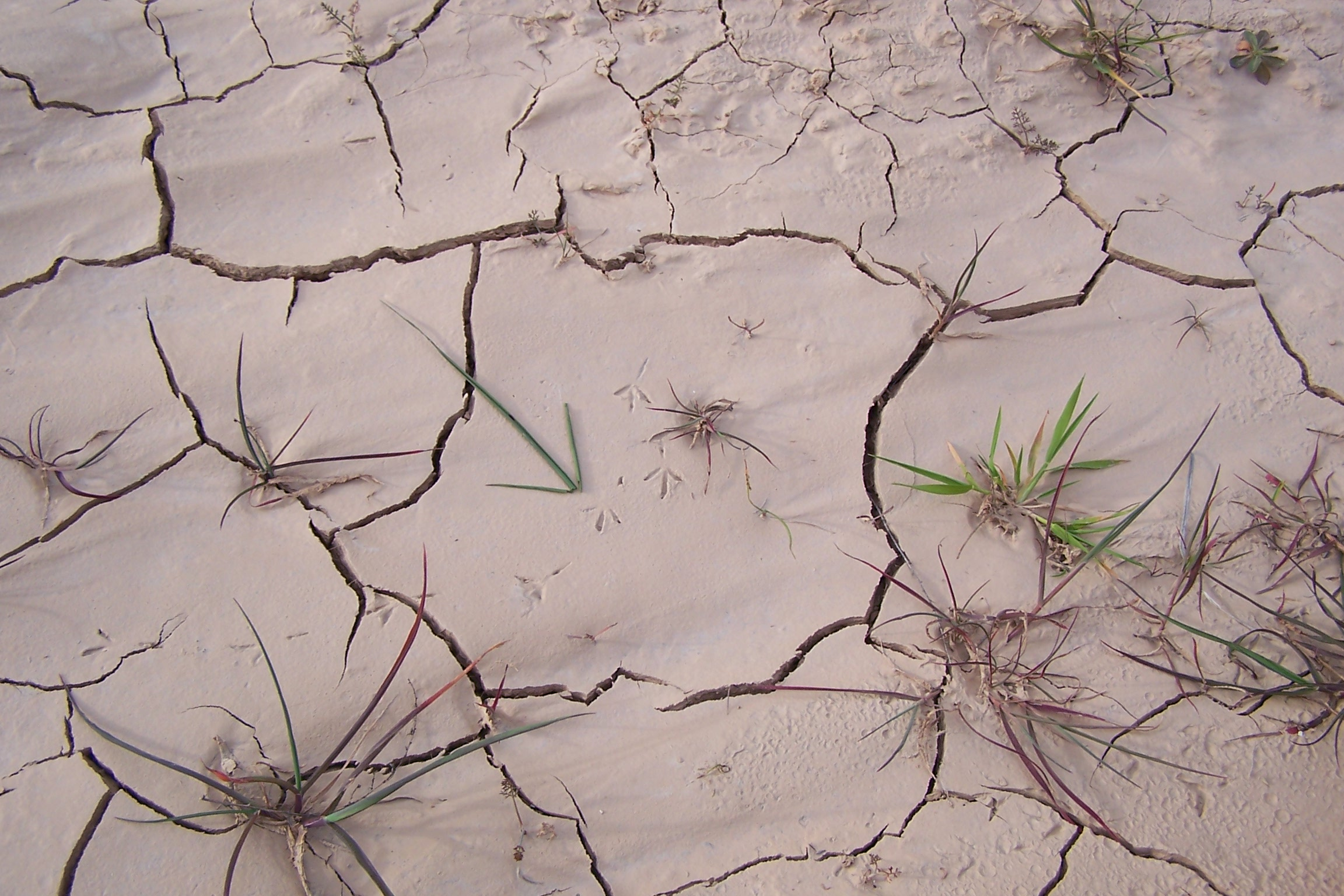
Recente krimpscheuren met sporen van vogels (pijl) en regendruppels of hagelstenen (onderaan)

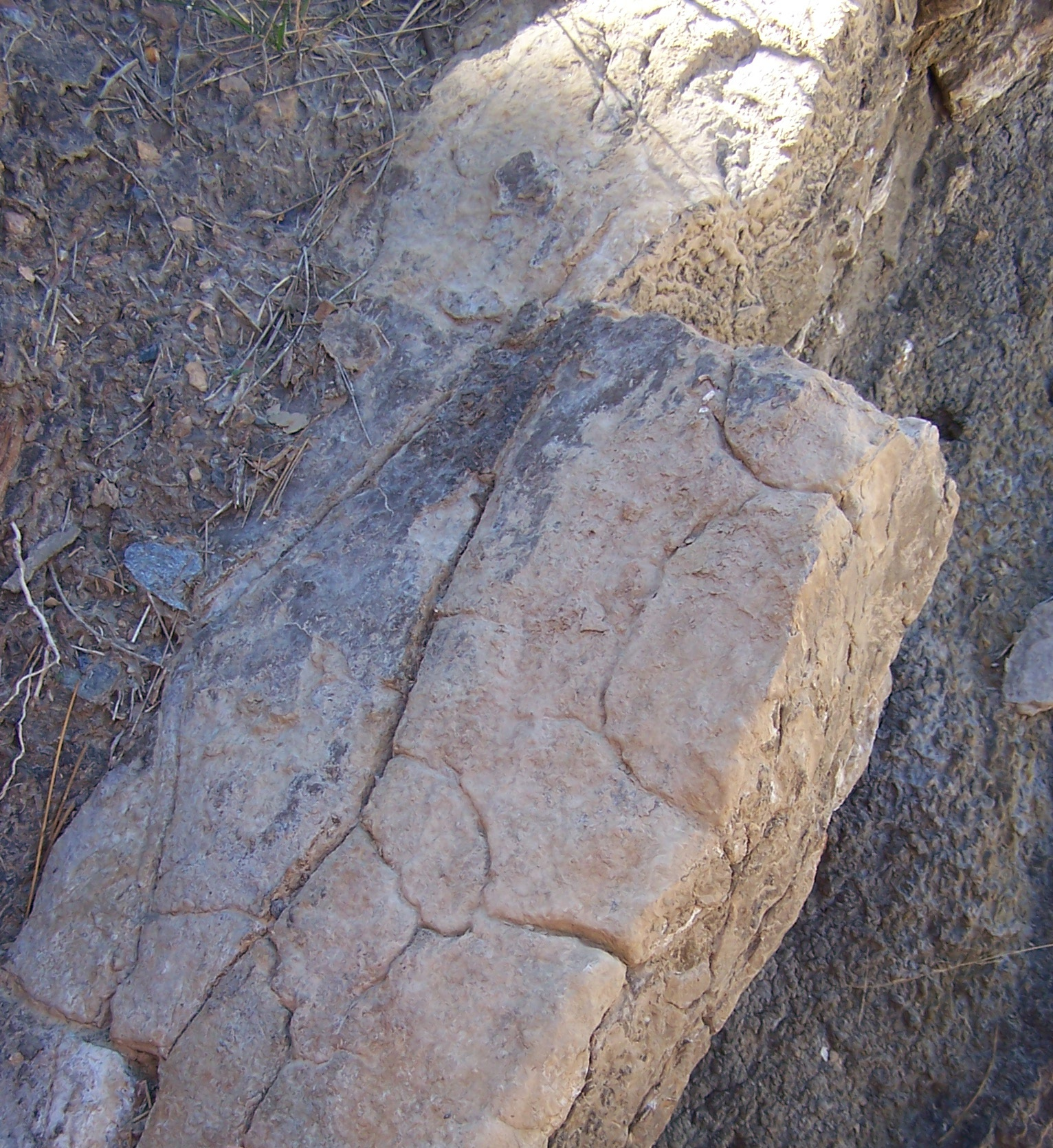
Krimpscheuren in het gesteente

Krimpscheuren zijn fenomenen die te zien zijn als een gesteente of een los sediment ofwel stolt en afkoelt ofwel uitdroogt.

## Eigenschappen
Er zijn verschillende vormen van krimpscheuren bekend. De hexagonale structuren die vaak ontstaan wanneer magma stolt, vormen krimpscheuren. Ook onder invloed van uitdroging van de bodem kunnen krimpscheuren ontstaan die in het gesteente bewaard kunnen blijven. Deze krimpscheuren, in het Engels mudcracks genoemd, vormen een indicatie voor het afzettingsmilieu van het gesteente; het gesteente moet blootgesteld zijn geweest boven de waterspiegel.
Hiermee zijn krimpscheuren zowel sedimentaire als vulkanische structuren.